# NGC 5569
NGC 5569 في الفهرس العام الجديد، هي مجرة، تقع في كوكبة العذراء. اكتشفت في 26 أبريل 1849 بواسطة ويليام بارسونز.

## روابط خارجية
- NGC 5569 على موقع ويكي سكاي: DSS2, SDSS, GALEX, IRAS, Hydrogen α, X-Ray, Astrophoto, Sky Map, Articles and images